# دريم كاتشر (فرقة)
مينكس (هانغل:밍스) هي فرقة فتيات كورية جنوبية أنشئت من قبل شركة هابي فيس إنترتينمنت وهم شقيقات فرقة دال شابيت الصغريات. الفرقة لديها مفهوم الفتاة المسترجلة المؤذية بشكل عام وتضم عضوات 5 وهم جي يو وسوا وسيون ويوهيون ودامي. دامي ترسموا في 18 سبتمبر 2014 مع أغنية «واي ديد يو كام تو ماي هوم»

## المهنة
مينكس قاموا بأول أداء حي لهم في مهرجان قرية أواك الصيفي في 9 أغسطس 2014 , حيث قاموا بأداء أغنيتن وهما «أكشن» و «واي ديد يو كام تو ماي هوم». في 15 سبتمبر أعلنت شركتهم هابي فيس إنترتيمنت أعلنت عن فرقتهم الجديدة وهي فرقة الفتيات مينكس. الفرقة أصدرت الفيديو الموسيقي الأول لهم لأغنية «واي ديد يو كام تو ماي هوم» بعدها بثلاثة أيام، الأغنية توصف بأنها «خطوة جديدة نحو إيقاع الأطفال»., الترويج لأغنيتهم أنتهى 26 أكتوبر على مسرح إنكيغايو., في 22 ديسمبر شركة هابي فيس إنترتيمنت أصدروا فيديو لنسخة من أغنية «روكين أراوند ذا كريسمس تري» وتضم مينكس وفرقة دال شابيت.
في 22 يونيو 2015 , شركتهم كشفت أن مينكس سوف يعودون مع أول ألبوم مصغر لهم بعنوان لاف شيك. في 20 يونيو و 1 يوليو مينكس قاموا بأول أداء لهم على مسرح شوو تشامبين و ذا شوو، في الواقع أن الفيديو الموسيقي للأغنية صدر بعده في يوم بتاريخ 2 يوليو., هذه الأغنية أعيد إنتاجها من قبل مينكس ولكنها في الواقع أغنية فرقة دال شابيت من ألبومهم الموسيقي الأول بانق بانق (ألبوم)., أيضاً في 2 يوليو الفرقة قامت بعمل عرض بمناسبة عودتهم في إيليو وهو نادي ليلي في سول.

## الأعضاء
- جي يو (지유) القائده، فوكال
- سوا (수아) راقصه رئيسيه، فوكال
- سيون (시연) الفوكال الرئيسي
- يوهيون (유현) المغنية الرئيسيه
- دامي (다미) مغنية راب رئيسية

## الإصدارات الموسيقية
الألبومات المصغرة
- لاف شيك (2015)

الأغاني المنفردة
- واي ديد يو كوم تو ماي هوم (2014)

التعاونات الغنائية
- روكين أراوند ذا كريسمس تري - مع دال شابيت (2014)

## الفيديوهات الموسيقية
| السنة | العنوان                             | الملاحاظات               |
| ----- | ----------------------------------- | ------------------------ |
| 2014  | "Why Did You Come To My Home"       | —                        |
| 2014  | "Rockin' Around the Christmas Tree" | نسخة العطلة مع دال شابيت |
| 2015  | "Love Shake"                        |                          |

## الأعمال

### البرامج التلفيزونية
| السنة | العنوان     | القناة              | الملاحظات |
| ----- | ----------- | ------------------- | --------- |
| 2014  | بوبز إن سول | قناة أريرانغ        | —         |
| 2014  | Idol School | مؤسسة منهوا للإذاعة | الحلقة 14 |
| 2014  | Idol School | مؤسسة منهوا للإذاعة | الحلقة 16 |
| 2014  | K-Populous  | قناة أريرانغ        | الحلقة 19 |

## روابط خارجية
- دريم كاتشر على موقع ميوزك برينز (الإنجليزية)
- دريم كاتشر على موقع أول ميوزيك (الإنجليزية)
- دريم كاتشر على موقع ديسكوغز (الإنجليزية)